# یواس‌اس نیو (دی‌دی-۸۱۸)
یواس‌اس نیو (دی‌دی-۸۱۸) (به انگلیسی: USS New (DD-818)) یک کشتی بود که طول آن ۳۹۰ فوت ۶ اینچ (۱۱۹٫۰۲ متر) بود. این کشتی در سال ۱۹۴۵ ساخته شد.